# 黑腹鸨属
黑腹鸨属（学名：Lissotis）是鸨科下的一个属。

## 下属物种
本属包括以下物种：
- 灰黑腹鸨 Lissotis hartlaubii (Heuglin, 1863)
- 褐黑腹鸨 Lissotis melanogaster (Ruppell, 1835)